# Grb Bangladeša
Grb Bangladeša je usvojen nakon nezavisnosti 1971. U sredini grba nalazi se vodeni ljiljan oko kojeg se nalaze strukovi riže. Iznad ljiljana se nalaze četiri zvijezde i listovi čaja. Vodeni ljiljan je nacionalni cvijet Bangladeša i simbolizira mnoge rijeke što protječu kroz zemlju. Cijeli grb je žute (zlatne) boje.

## Također pogledajte
- Zastava Bangladeša